# Hoplocryptus confector
Hoplocryptus confector är en stekelart som först beskrevs av Johann Ludwig Christian Gravenhorst 1829.
Hoplocryptus confector ingår i släktet Hoplocryptus och familjen brokparasitsteklar. Inga underarter finns listade i Catalogue of Life.